# Zafernhorn
Zafernhorn är en bergstopp i Österrike.   Den ligger i distriktet Bludenz och förbundslandet Vorarlberg, i den västra delen av landet, 500 km väster om huvudstaden Wien. Toppen på Zafernhorn är 2 107 meter över havet, eller 262 meter över den omgivande terrängen. Bredden vid basen är 1,5 km.
Terrängen runt Zafernhorn är bergig österut, men västerut är den kuperad. Närmaste större samhälle är Bludenz, 15,0 km sydväst om Zafernhorn. 
I omgivningarna runt Zafernhorn växer i huvudsak blandskog. Runt Zafernhorn är det ganska glesbefolkat, med 47 invånare per kvadratkilometer.